# Krajoznawstwo

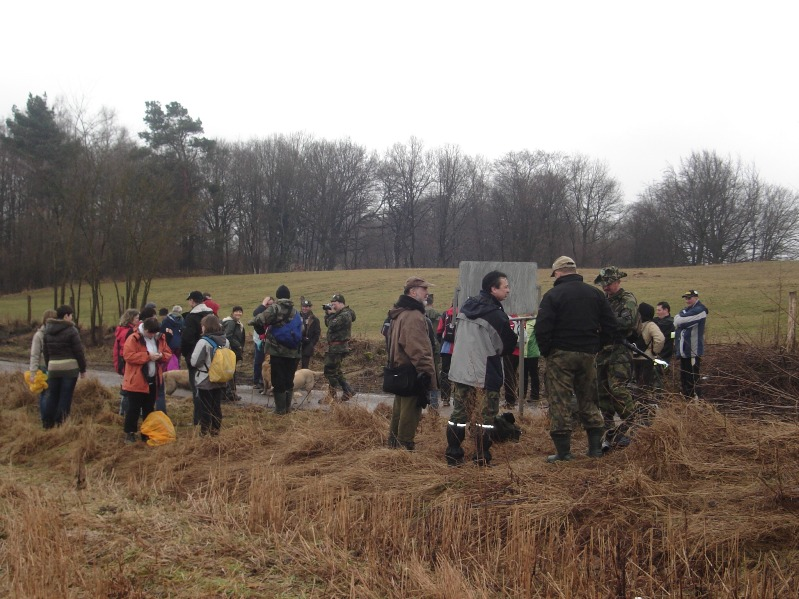
Wycieczka krajoznawcza (Drawsko Pomorskie)

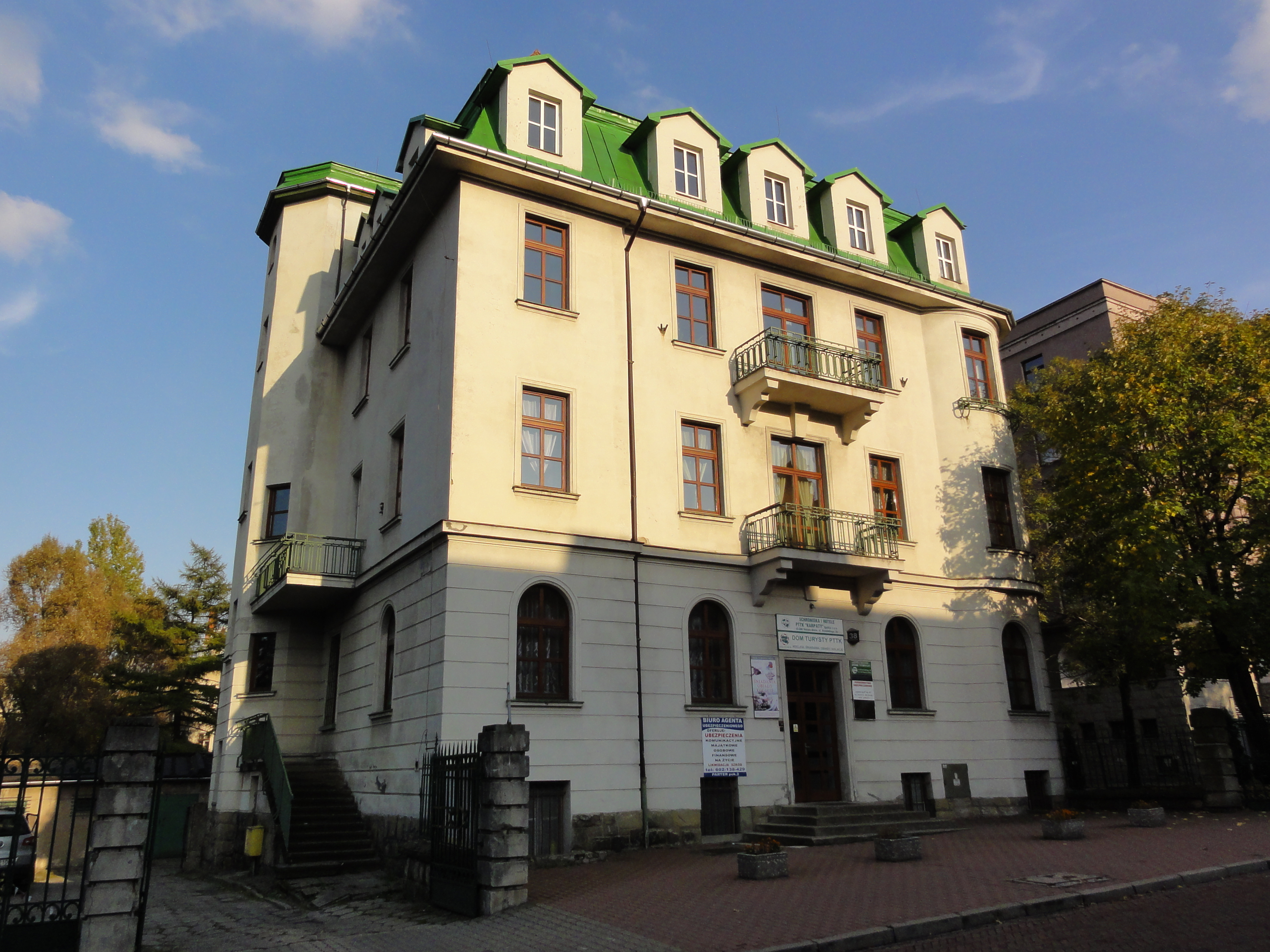
Stwarzanie warunków noclegowych – Dom Turysty (Bielsko-Biała)

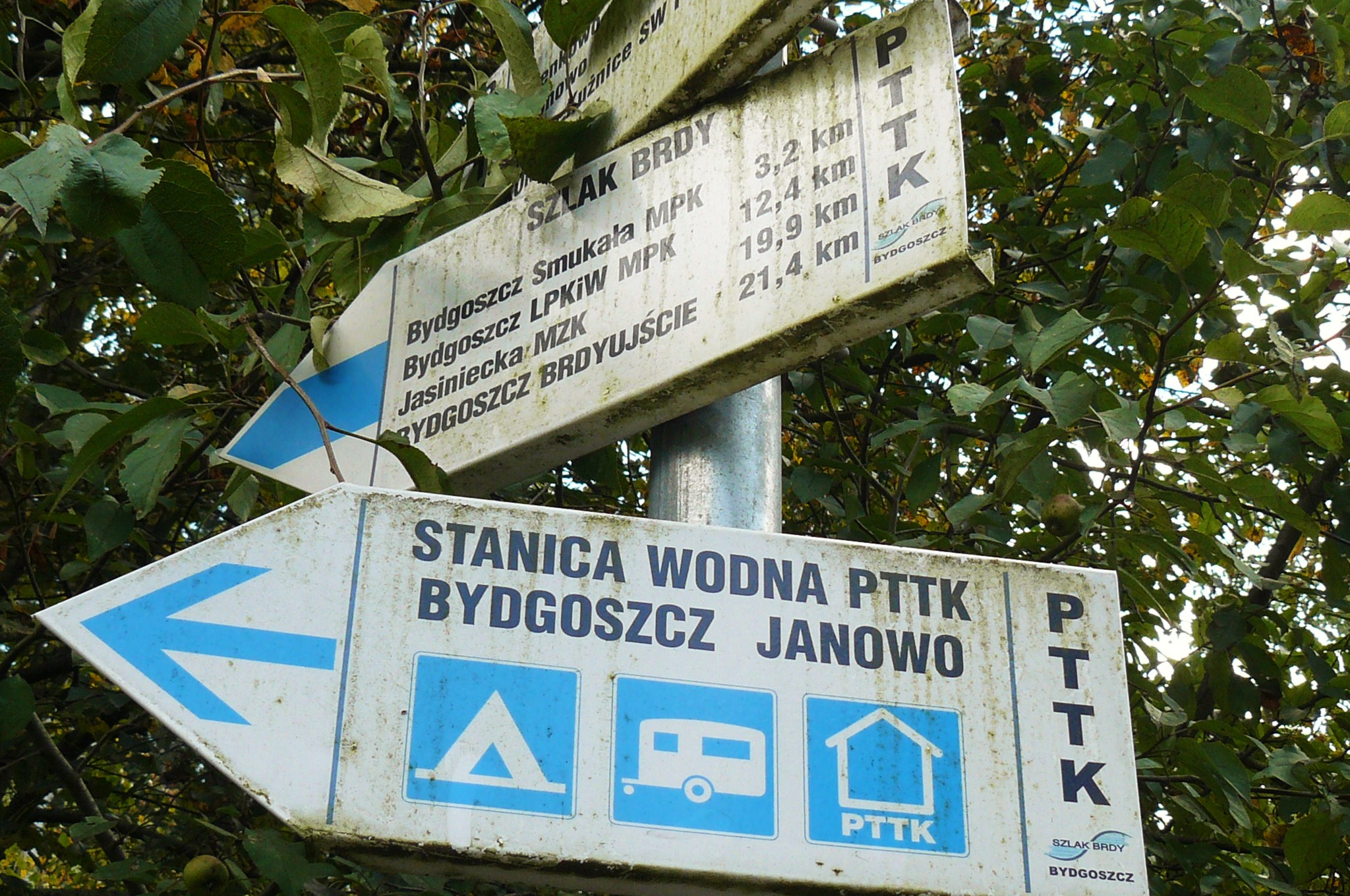
Oznakowanie szlaków turystycznych (Opławiec)

Krajoznawstwo (dawniej krajopisarstwo, krainopisarstwo, ziemiopisarstwo) – szeroko pojęty zbiór wszelkich (nie tylko geograficznych) wiadomości o danym kraju, a także gromadzenie wiadomości z zakresu geologii, meteorologii, świata roślinnego i zwierzęcego.

## Definicja
Jest rozumiane także jako ruch społeczny zmierzający do:
- szerzenia wśród społeczeństwa dorosłego, dzieci i młodzieży znawstwa przyrody i kultury (zarówno tej materialnej, jak i duchowej) kraju rodzinnego przez wszechstronne poznawanie środowisk, regionów i krain
- zaprawiania do samodzielnych badań i współpracy naukowej w tym zakresie
- zachowania rodzimych odrębności przyrody i kultury kraju
- rozwijania przywiązania do stron rodzinnych
- oraz pogłębiania czynnej roli obywatela do pracy zawodowo-społecznej, związanej z człowiekiem i ziemią, przede wszystkim wśród najbliższego otoczenia (wieś, miasto, gmina, powiat).

## Ewolucja pojęcia
Pierwszą definicję zaproponował Słownik warszawski z 1902. Według tej publikacji krajoznawstwo to zbiór wiadomości o danym kraju. Gustaw Wuttke definiował je etymologicznie – jako znawstwo kraju. Wacław Nałkowski pisał, iż Nie jest to ani nauka, ani sztuka, lecz informacja, źródło, z którego zarówno geografia, jak i inne sztuki czerpać będą materiał do swoich opracowań. Od początków XX wieku traktować zaczęto krajoznawstwo jako naukę, np. Stanisław Pawłowski uważał je za gałąź geografii kraju ojczystego. Ludomir Sawicki twierdził natomiast, że krajoznawstwo pozbawione jest teorii, a zatem nie można go traktować jako nauki, a jedynie zbiór wiadomości o kraju. W okresie międzywojennym wypracowano definicję krajoznawstwa na potrzeby Wielkiej Encyklopedii Powszechnej: zbiór wszelkich wiadomości o pewnym, większym lub mniejszym obszarze. Ponieważ chodzi tu o wiadomości z najrozmaitszych dziedzin [...] zatem krajoznawstwo nie tworzy osobnej nauki, a oznacza raczej praktyczną działalność jak zbieranie materiałów bez dążenia do stworzenia jakiejś naukowej syntezy. Autorzy Międzynarodowego Słownika Turystycznego (Akademia Turystyki w Monte Carlo) określają krajoznawstwo jako opis szczegółowy kraju bądź jego regionu lub wszechstronną wiedzę o kraju rodzinnym, a w szczególności swoim regionie. Zygmunt Kruczek, autor Metodyki krajoznawstwa, wyróżnia za Wojciechem Lipniackim trzy warstwy znaczeniowe krajoznawstwa:
- funkcjonalną: działanie zmierzające do wszechstronnego i pełnego poznania kraju lub regionu
- instytucjonalną: ruch społeczny dążący do zbierania i popularyzowania wszelkich wiadomości o kraju lub regionie
- kulturowo-społeczną: dziedzina kultury obejmująca całokształt działalności poznawczej, sumę wytworzonych nowych wartości wraz z wynikami tej działalności[1].

## Odznaki
PTTK w celu promocji/popularyzacji walorów poszczególnych rejonów i zabytków Polski oraz celem zachęcenia ludzi do ich poznawania wprowadziło w 1993 roku Odznakę Krajoznawczą Polski (OKP) oraz Regionalną Odznakę Krajoznawczą (ROK).
Powstał również Kanon Krajoznawczy Polski, którego celem – jak odznak wymienionych powyżej – jest popularyzacja krajoznawstwa. Obie te inicjatywy są wspierane przez Regionalne Pracownie Krajoznawcze PTTK.